# Receptor κ-opioide

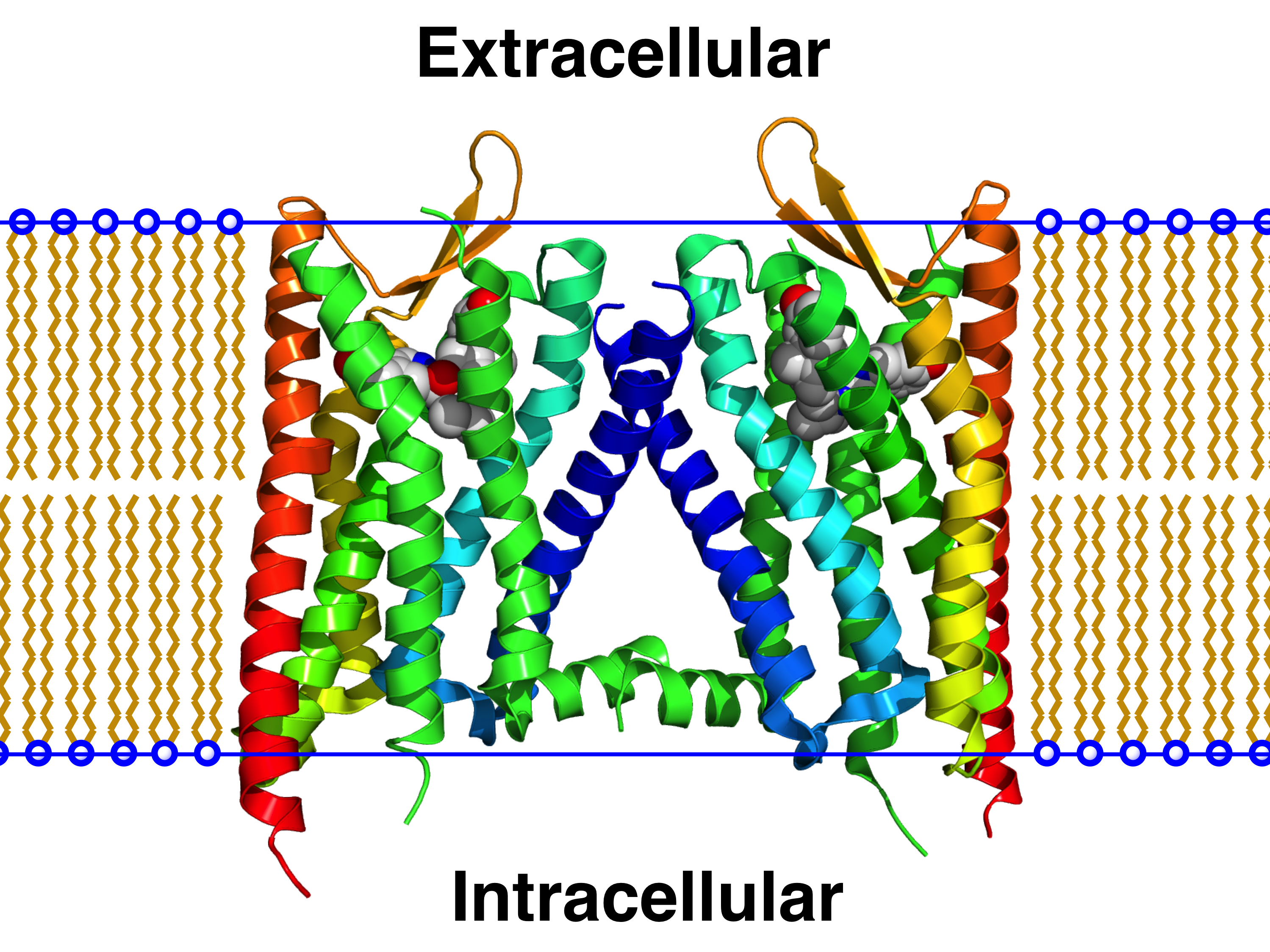
Estructura del receptor κ-opioide humano en complejo con JDTic

El receptor κ-opioide (en inglés κ-opioid receptor y, del mismo, su acrónimo KOR)  o receptor opioide kappa es una proteína que en los humanos es codificada por el gen OPRK1. El opioide kappa es uno de los cinco receptores relacionados que unen los componentes tipo opio en el cerebro y son responsables por mediación de los efectos esos componentes. Estos efectos incluyen alteraciones de la percepción del dolor, de la consciencia, del control motriz y del humor.
Fue descubierto en 1976 por William R. Martin. Se les denominó receptores κ-opioides porque eran activados por la ketociclazocina.
La dinorfina es el péptido opioide endógeno que presenta afinidad por el receptor κ-opioide, existen fármacos que actúan como antagonistas del receptor κ-opioide como la buprenorfina y otros que actúan como agonistas como la nalbufina.
A diferencia de los receptores μ a los que se une la morfina y otros opiáceos con potencial de abuso por producir una sensación de euforia y bienestar, la activación de los receptores κ producen una actividad distinta que incluye disforia, fuerte sedación e inducen una profunda analgesia.